# (37183) 2000 WH50
2000 WH50 (asteroide 37183) é um asteroide da cintura principal. Possui uma excentricidade de 0.14251750 e uma inclinação de 13.62592º.
Este asteroide foi descoberto no dia 26 de novembro de 2000 por LINEAR em Socorro.